# Tiberius Claudius Nero (praetor 42 f.Kr.)

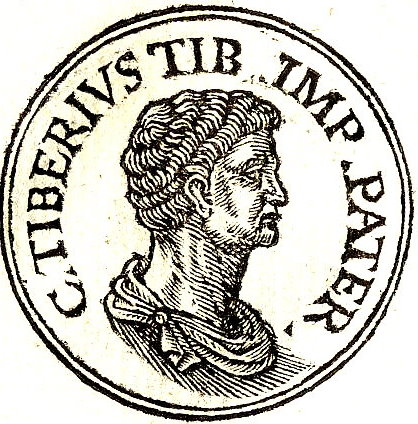
Tiberius Claudius Nero

Tiberius Claudius Nero, född omkring 85 f.Kr., död omkring 33 f.Kr., var en romersk statsman. Han var gift med Livia i hennes första äktenskap och far till Tiberius och Drusus.